# Zpěvník (Petrarca)
Zpěvník (italsky Il Canzoniere), původním názvem Zlomky v jazyce lidovém vavřínem ověnčeného básníka Francesca Petrarcy (italsky Francisci Petrarche laureati poete Rerum vulgarium fragmenta), také označovaný jako Verše (italsky Le Rime) nebo Rozptýlené verše (italsky Rime sparse), je nejvýznamnějším dílem renesančního básníka Francesca Petrarcy. Petrarca napsal většinu svých děl v latině a pouze do Zpěvníku a sbírky Triumfy zařadil básně v „v jazyce lidovém“, tedy v dobovém florentském dialektu italštiny. Sbírka vznikala od roku 1330 až do roku 1374, kdy Petrarca zemřel. Obsahuje 366 lyrických básní, zejména sonetů. V první řadě je věnována lásce k Lauře de Noves, v první části za jejího života, v druhé části po její smrti. Zpěvník však obsahuje též básně na jiná témata, zejména politická.

## Vznik
Předpokládá se, že Petrarca začal Zpěvník psát v pozdním létě roku 1330 a na díle pracoval až do své smrti. První básní věnovanou Lauře byl pravděpodobně sonet XX (20). Výrazným přeryvem v tvorbě se stal 6. duben 1348, kdy na Velikonoční neděli zemřela Laura. Básně ve Zpěvníku nejsou řazeny chronologicky a Petrarca jejich pořadí mnohokrát změnil. Americký literární badatel Ernest Hatch Wilkins na základě analýzy dochovaných rukopisů dospěl k názoru, že Petrarca přeskupoval básně v rukopisu již od 40. let. Podle rukopisu z let 1359–1362, obsahujícího 215 básní (tedy více než polovinu konečného počtu) se zdá, že při řazení básní přihlížel kromě doby jejich napsání také k tématu a k metru.
V roce 1366 do Petrarcových služeb vstoupil coby opisovač Giovanni Malpaghini a v průběhu roku přepsal celkem 244 básní. V této době dospěl autor k definitivnímu názvu, tedy Zlomky v jazyce lidovém vavřínem ověnčeného básníka Francesca Petrarcy. Francesco Petrarca pak na kompozici textu pracoval až do své smrti v červenci 1374. Poslední autorská podoba textu je uchovávána ve Vatikánské knihovně jako rukopis 3195, nepředpokládá se však, že Petrarca v této podobě dílo zamýšlel uzavřít. Vzhledem k častému opravování a cizelování básní je u mnoha z nich obtížné byť jen přibližně určit datum vzniku – některé básně dokončil autor až dlouho poté, co je začal psát, jindy text postupně přepracoval do té míry, že se dochovaná báseň své původní podobě již příliš nepodobá.
Při psaní Petrarca navazoval kromě básníků dolce stil novo také na starší poezii provensálských trubadúrů, severofrancouzských truvérů a sicilské básnické školy. K významným inspiračním zdrojům patřila antika, mimo jiné Vergiliovy Zpěvy pastýřské, Zpěvy rolnické a Aeneis, Ovidiovy Proměny a Umění milovat a Statiovy Thebais a Achileis. Nemalý vliv na způsob Petrarcovy sebeprezentace v básních měly také Ciceronovy řeči, dopisy a spis De officiis (O povinnostech), Senecovy Listy a Augustinovo Vyznání.

## Obsah

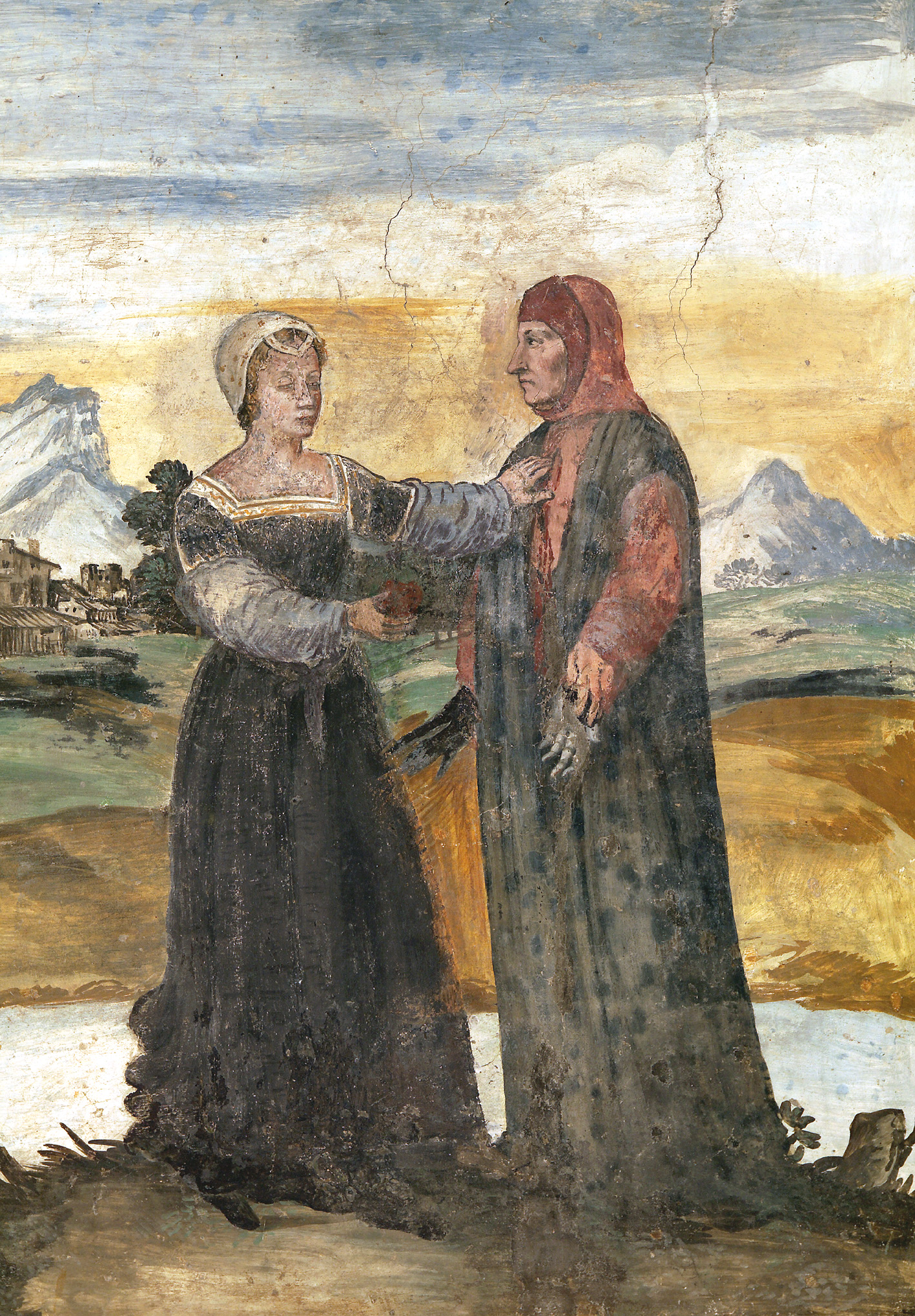
Petrarca a Laura na fresce v básníkově domě v Arquà Petrarca

Dílo se skládá z 366 básní. Většinu z nich (317) tvoří sonety, dále jsou přítomny kancóny (29), sestiny (9), balady (7) a madrigaly (4). Většina textů je věnována Lauře de Noves, provdané de Sade, a historii básníkovy lásky k ní. Lauřina identita však bývá někdy zpochybňována, s tím, že její jednoznačné ztotožnění s Laurou de Sade mohlo být ovlivněno Petrarcovým životopisem z pera markýze de Sade a tím, že de Sade stál o příbuznost se slavným básníkem. Oblíbeným postupem je hravá záměna Lauřina jména se slovy l’aura (vánek) a laura (vavřín). Hojně se opakuje také motiv očí a vlasů milované ženy. To je případ mimo jiné sonetu XC (90), v němž básník srovnává podobu již starší Laury se vzpomínkou na její mládí, údajně poté, co se v roce 1342 Robert I. Neapolský (nebo jiný význačný návštěvník Avignonu) vyjádřil o jejím vzhledu nelichotivě.
| „                                                                             | Sonetto XC Erano i capei d’oro a l’aura sparsi che ’n mille dolci nodi gli avolgea, e ’l vago lume oltra misura ardea di quei begli occhi, ch’or ne son sì scarsi; | Sonet XC Rozvíval kdysi vánek zlaté vlasy a v tisíc sladkých uzlů zaplétal; nad všechnu míru v krásných očích plál líbezný svit, skrovný v nich v dnešní časy. | “ |
| — Petrarca, Canzoniere, sonet XC (90), první strofa, překlad Jaroslav Pokorný | | |   |

Zpěvník bývá běžně rozdělován na dvě části, „Na život paní Laury“ a „Na smrt paní Laury“, oddělené přirozeně sonetem o Lauřině smrti, ačkoliv sám Petrarca své dílo takto nedělil. Prvních šest básní tvoří expozici. Úvodní sonet celé sbírky je koncipován jako pohled do minulosti, obrácený k těm, kdo jsou „lásky znalí“, jako vzpomínka na lásku, jež má být v následujících básních popsána, a jako truchlení nad krátkými a pomíjivými slastmi světa. Ve třetím sonetu je pak vylíčeno první setkání básníka s Laurou, k němuž údajně došlo na Velký pátek 6. dubna 1327 v kostele svaté Kláry v Avignonu.
Celým dílem se vinou také témata vnitřního konfliktu, sebezpytování, lítosti a pokání. To platí již pro první část, kde se objevuje například sonet LXII (62) obracející se k Bohu a litující dnů promarněných sněním. Ve druhé části Zpěvníku jsou tyto pocity ještě zdůrazňovány aktem vyznání v tradici pavlovské a augustinovské. Zoufalý básník sice ví, co se je správné, ale nedokáže se podle toho chovat; tyto pocity zprostředkovává mimo jiné sonet CCLXIV (244). Duchovnímu přerodu a osvobození duše od tělesnosti napomáhá sama Laura, která získává rysy ideálu – ve druhé části díla se několikrát objevuje v podobě přízraku nebo vize.
Závěrečná báseň Zpěvníku, kancóna známá jako „Krásná panno“ (Vergine Bella) a opatřená číslem CCCLXVI (366), se zříká světské marnosti a posedlosti smrtelnou ženou a místo toho obrací básníkovu duchovní touhu k panně Marii. Tato kancóna připomíná biblický žalm a ve své repetitivnosti je téměř liturgická. Laura zde nabývá podobu zhoubné Medusy a je vnímána jako příčina duchovní paralýzy, před kterou může člověka zachránit pouze Marie.
Dílo kromě milostných veršů obsahuje také texty věnované dobové politické a společenské situaci. K výrazným básním tohoto typu patří například kancóna CXXVIII (128), která začíná lkaním nad válkou poničenou Itálií.

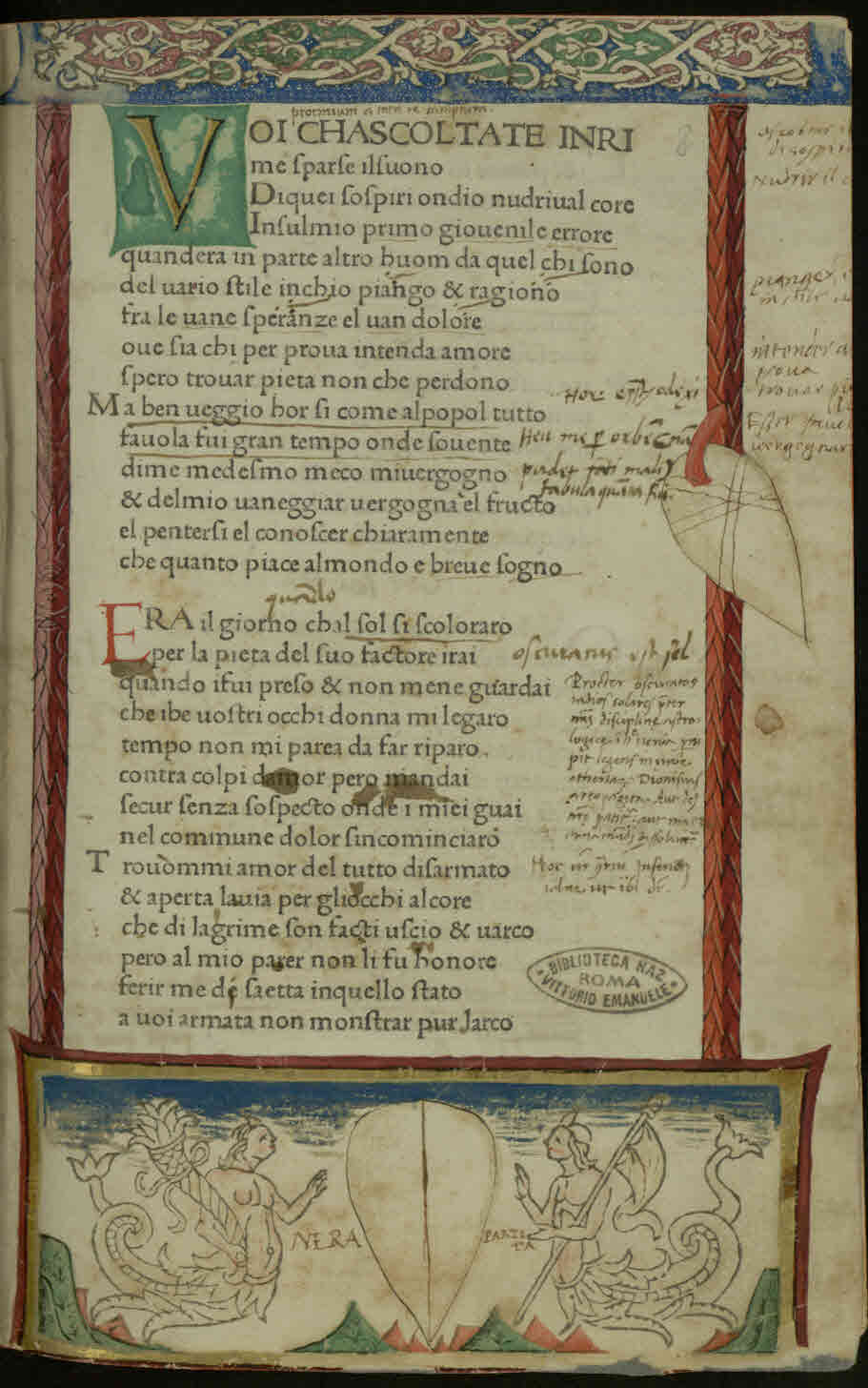
Úvodní list prvního tištěného vydání Zpěvníku z roku 1470

| „                                                                                           | Canzona CXXVIII Italia mia, benché ’l parlar sia indarno a le piaghe mortali che nel bel corpo tuo sí spesse veggio, piacemi almen che ’ miei sospir’ sian quali spera ’l Tevero et l’Arno, e ’l Po, dove doglioso et grave or seggio. | Kancóna CXXVIII Má Itálie, třeba slova marná jsou na smrtelné rány, jichž sta z tvých krásných údů na mne zírá, chci aspoň lítost pět, jak čeká na ni kraj Tiberu, kraj Arna, kraj Pádu, kde zlý čas mi srdce svírá. | “ |
| — Petrarca, Canzoniere, kancóna CXXVIII (128), prvních šest veršů, překlad Jaroslav Pokorný | | |   |

Ačkoliv je Petrarcovo básnické dílo často vnímáno jako výjimečný počin, je současně pevně zakotveno v kultuře své doby. Veškeré básnické formy, jichž Petrarca užíval, tedy zejména sonet, převzal od svých předchůdců, podobně jako například používání aliterací. Od poezie Cavalcantiho, Danta a dalších představitelů dolce stil novo se jeho dílo nicméně liší tematicky, užitou technikou, a především důrazem na psychologii jednotlivce. Zatímco Dantova Beatrice byla spíše abstraktním a neosobním symbolem, Petrarcova Laura je prezentována již jako živoucí žena a objekt psychologizovaného citu, sice primárně duchovního, ale zaměřeného na konkrétní skutečnosti vezdejšího světa: na barvu vlasů, linii hrdla, úsměv, způsob osušování očí závojem, chůzi, gesta a podobně. Václav Renč o Petrarcovi napsal, že „pod uhlazenou, až chladně dokonalou formou jeho sonetů už zřetelně žije lidské srdce“.
Z hlediska užitého jazyka jsou Petrarcovy italské básně velmi pečlivě sestrojené. Rozvinul vytříbený slovník stilnovistů, přičemž navázal zejména na Dantovy milostné „kamenné verše“ (rime petrose) a obohatil jej vlivy provensálských básníků a důrazem na zvukové kontrasty slov. Často pro posílení určitého dojmu či vyvolání pocitu vytvářel seskupení slov podobného významu. Jeho obvyklým postupem bylo rovněž užívání spojek, které jednotlivé výpovědi propojují do sítě vzájemných vztahů a důsledků. K užívaným rétorickým a uměleckým figurám patří oxymóra a antiteze, synekdochy, metonymie, a především metafory.

## Vliv
Přestože sám Petrarca si více cenil svých latinských textů a za svého života byl obdivován jako humanista a autor eposu Afrika, pozdější kulturu ovlivnily především básně ze Zpěvníku. Ještě ve 14. století využil významný anglický básník Geoffrey Chaucer při psaní epické básně Troilus a Kriseida sonet CXXXII (132), když pocity Troila při setkání s Kriseidou v trójském chrámu vytvořil podle modelu Petrarcova prvního setkání s Laurou. K rozšíření Zpěvníku a petrarkismu, tedy snahy o napodobení Petrarcova stylu, došlo v 16. století. Thomas Wyatt (1503–1542) a Henry Howard (1517–1547) přeložili některé Petrarcovy básně do angličtiny a uvedli do anglické renesanční poezie sonet. V této době pronikl petrarkismus rovněž do Francie, zejména díky Clémentu Marotovi (1496–1544), a Petrarcovy básně ze Zpěvníku začaly být neobyčejně ceněny také v samotné Itálii.
Využitím mateřského jazyka pro psaní poezie Petrarca umožnil nástup nové éry v dějinách italské literatury a evropského písemnictví vůbec. Obliba Petrarcova italského díla později znovu vzrostla v období romantismu, v souvislosti se silným položením důrazu na lyrickou poezii jakožto tvůrčí projev jedince. V Anglii navazovali na petrarcovské dědictví Mary Robinsonová, Samuel Taylor Coleridge, John Keats, Percy Bysshe Shelley a Leigh Hunt, zatímco George Gordon Byron a William Wordsworth se proti této módě naopak vymezovali. Ve Francii se k Petrarcovi hlásili významní básníci jako Victor Hugo, Alfred de Musset, Théophile Gautier nebo Alphonse de Lamartine.

## Česká vydání
V češtině vycházely výbory textů ze Zpěvníku, někdy doplňované také verši ze sbírky Triumfy, od 19. století; k překladatelům básní patřili Jaroslav Vrchlický, Pavel Eisner, Jaroslav Pokorný nebo Václav Renč. Úplný překlad Zpěvníku do češtiny nicméně neexistuje a českému čtenáři jsou k dispozici pouze vybrané básně.
- „Z Petrarkowých znělek Wýbor prwnj“, Časopis Českého muzea, 1838, přeložil František Jaroslav Vacek Kamenický.
- Tři kanzóny, Jaroslav Vrchlický, Praha 1900, přeložil Jaroslav Vrchlický.
- Vzývání: výbor z lyriky, Jaroslav Podroužek, Praha 1944, přeložil Pavel Eisner (pseudonym Emil Janovský), ilustrace Marie Želibská.
- Sto sonetů Lauře. Státní nakladatelství krásné literatury a umění, Praha 1965, přeložil Václav Renč.
- Francesco Petrarcy Líbezné vody čisté...: tři kancóny a šest sonetů, Památník národního písemnictví, Praha 1967, vybral Josef Javůrek, přeložil Petr Kopta.
- Kanzóny pro Lauru, Mladá fronta, Praha 1969, přeložil Václav Renč, kresby Sylvie Vodáková.
- Zpěvník: výbor z poezie, Československý spisovatel, Praha 1979, přeložil Jaroslav Pokorný.
- Sto sonetů Lauře. Vyšehrad, Praha 2015, přeložil Václav Renč.
- Sonety ze Zpěvníku. Argo, Praha 2022, přeložil Miloslav Uličný, ilustrace Vendula Císařovská.